# Elmira Minita Gordon
Dame Elmira Minita Gordon GCMG, GCVO (* 30. Dezember 1930 in Belize City; † 1. Januar 2021 in Inglewood, Kalifornien, USA) war vom 21. September 1981 bis zum 17. November 1993 Generalgouverneurin von Belize.
Dame Elmira Minita Gordon war die erste Frau im Commonwealth, die in das Amt einer Generalgouverneurin berufen wurde. Die ehemalige Lehrerin war von 1970 bis 1977 Commissioner in Belize City.
Sie wurde als Dame Grand Cross des Order of St. Michael and St. George (1984) sowie des Royal Victorian Order (1985) geadelt.